# ENCO Energy Kft.
Az ENCO Energy Kft. egy magyarországi székhelyű, független energetikai tanácsadó vállalat, amely komplex energetikai megoldásokat kínál üzleti ügyfelek számára. Szolgáltatásaik közé tartozik az energia beszerzés, energetikai auditok, szakreferensi szolgáltatások, energiamenedzsment, valamint jogi és pénzügyi tanácsadás. A cég célja, hogy partnereinek segítsen optimalizálni az energiafelhasználásukat, csökkenteni költségeiket és növelni energiahatékonyságukat.

## Cégtörténet
Az ENCO Energy Kft. jogelődje 2002-ben alakult azzal a céllal, hogy magas színvonalú és értékteremtő energetikai megoldásokat kínáljon B2B ügyfelek számára. A vállalat az évek során folyamatosan bővítette szolgáltatási portfólióját és ügyfélkörét, alkalmazkodva a piaci igényekhez és a technológiai fejlődéshez. 
Az ENCO Csoport 2002 óta foglalkozik a megújuló energiaforrások, megújuló energia hazai alkalmazásának kutatásával, és a hő- és villamosenergia-termelés, valamint a vízüzem hatékonyságának javításával. Az ENCO filozófia lényege, hogy több az energetikához köthető tudományág kiváló szakértőinek együttműködésével, szakismeretük integrálásával,
komplex módon tegyék lehetővé, hogy széles körűen vizsgálják az energiafelhasználás hatékonyságát, fenntarthatóságát. A cég víziója, hogy a lehető leghatékonyabban, a lehető legkevesebb energiát használják ügyfeleik, és a felhasznált energiát
megújuló, zöld energiaforrásból fedezzék. A Magyar Energetikai és Közmű-szabályozási Hivatal energetikai auditori névjegyzékében energetikai auditáló szervezetként EASZ-119/2021 névjegyzéki jelöléssel szerepelnek.
Cégcsoportuk ISO 9001, ISO 27001, ISO 50001 minősítéssel és 1 Milliárd Ft összegű felelősségbiztosítással rendelkezik.
A cég tevékenységei az elmúlt évektől napjainkig: 2002-től energiagazdálkodás, auditálási feladatok. 2010-től energiahatékonysági tanácsadás.
2012-től energiabeszerzés, 2013-től közbeszerzési, 2014-től energetikai jogi. 2016-től
beruházási tanácsadás. 2017-től komplex energetikai szolgáltatások. Jelenleg a 8. legnagyobb
hitelesítő szervezet a MEKH szerint és az egyetlen szaktanácsadó vállalkozás, amely sikeresen mediált energia kontra ügyfél jogvitát. 
Olyan cégekkel dolgoznak együtt mint az MVM, az UniCredit, a Magyar Telekom, a BorgWarner, az United Caps, a Schaeffler, a MÁV-START Zrt., stb.

### Szolgáltatások
Az ENCO Energy Kft. szolgáltatásai a következő területekre terjednek ki:
- Energiabeszerzés: Villamosenergia és földgáz beszerzése, valamint energetikai fejlesztések teljes körű megtervezése és lebonyolítása.
- Energetikai auditok: TAO, EKR, számlaalapú auditok végzése, amelyek segítenek az energiahatékonyság növelésében.
- Szakreferensi szolgáltatások: Jogszabályban előírt szakreferens biztosítása azon vállalkozások számára, amelyek elérik az előírt energiafogyasztási limitet.
- Energiagazdálkodási rendszerek: Az ISO 50001 szabványnak megfelelő rendszerek bevezetése és működtetése.
- Világítás korszerűsítés: EU piaci színvonalán előállított világítástechnikai megoldások kínálata.
- Napelemes rendszerek: Az ENCO Energy Kft. teljes körű szolgáltatást nyújt napelemes rendszerek tervezésében és telepítésében vállalati partnerek számára. A cég célja, hogy a megújuló energiaforrások alkalmazásával csökkentse az ügyfelek energiafüggőségét és karbonlábnyomát.

E szolgáltatás kiterjed:
- az előzetes helyszíni felmérésre,
- a rendszer méretezésre az aktuális fogyasztási adatok alapján,
- a pályázati és engedélyeztetési eljárások lebonyolítására,
- valamint a telepítés és üzembe helyezés teljes körű koordinációjára.

A napelemes megoldásokat az ENCO Energy Kft. a hatályos magyar jogszabályoknak megfelelően, hosszú távon is hatékony és költségtakarékos módon alakítja ki. A vállalat kiemelten törekszik arra, hogy a rendszerek összekapcsolhatók legyenek energiatároló megoldásokkal, ezzel biztosítva a fogyasztási csúcsok kezelését és a termelés optimalizálását.

## Cégvezetés / Vezetőség
Czöndör Gusztáv az ENCO Energy Kft. ügyvezető igazgatója és tulajdonosa. Több mint két évtizedes tapasztalattal rendelkezik az energetikai tanácsadás területén, különös tekintettel az energia beszerzésre, beruházásokra, üzemeltetésre, valamint a jogi és pénzügyi tanácsadásra. Vezetése alatt az ENCO Energy Kft. az energetikai tanácsadás teljes vertikumát lefedi, beleértve az energia beszerzést, beruházásokat, üzemeltetést, jogi tanácsadást, adókedvezményeket, EKR-t, karbonmenedzsmentet, fenntarthatóságot, ESG-t és a törvényi kötelezettségek teljesítését. 
Czöndör Gusztáv elkötelezett a fenntartható és hatékony energetikai megoldások iránt, és aktívan részt vesz az iparági diskurzusban, többek között szakmai előadások és interjúk formájában. Vezetése alatt az ENCO Energy Kft. jelentős szereplővé vált a magyarországi energetikai tanácsadási piacon. 

## Társadalmi felelősségvállalás (CSR)
Az ENCO Energy Kft. számára a fenntarthatóság nemcsak az energiahatékonyságban, hanem a társadalmi szerepvállalásban is megnyilvánul. A vállalat rendszeresen részt vesz közösségi és jótékonysági kezdeményezésekben, amelyek célja a társadalmi esélyegyenlőség és az élhetőbb környezet megteremtése.
A leggyakoribb CSR-programok közé tartoznak, amelyekben részt vesznek vagy támogatóként vannak jelen:
- Habitat for Humanity Magyarország programjaiban való aktív részvétel, ahol a vállalat munkatársai lakásfelújítási és közösségi munkákban vesznek részt rászoruló családok otthonának élhetőbbé tételéért.
- Menhelyi kutyasétáltatás és támogatás a Kutyaovi szervezetével együttműködésben, melynek során az ENCO Energy Kft. csapata kutyasétáltató programokon keresztül segíti az állatvédelem ügyét.
- Környezettisztítási akciók, például a Tisza-tavi szemétszedés, amelynek célja a hazai vizek és élővilág védelme, valamint a munkatársi közösség erősítése.
- Ünnepi adományozási programok civil szervezetek és szociálisan rászoruló családok részére, például tárgyi adományok, energiatakarékos eszközök formájában.

Az ENCO Energy Kft. CSR-tevékenysége szorosan kapcsolódik a vállalat küldetéséhez: Pozitív hatást gyakorolni nemcsak az energiafogyasztásra, hanem a társadalmi környezetre is.